# Zaaiviool

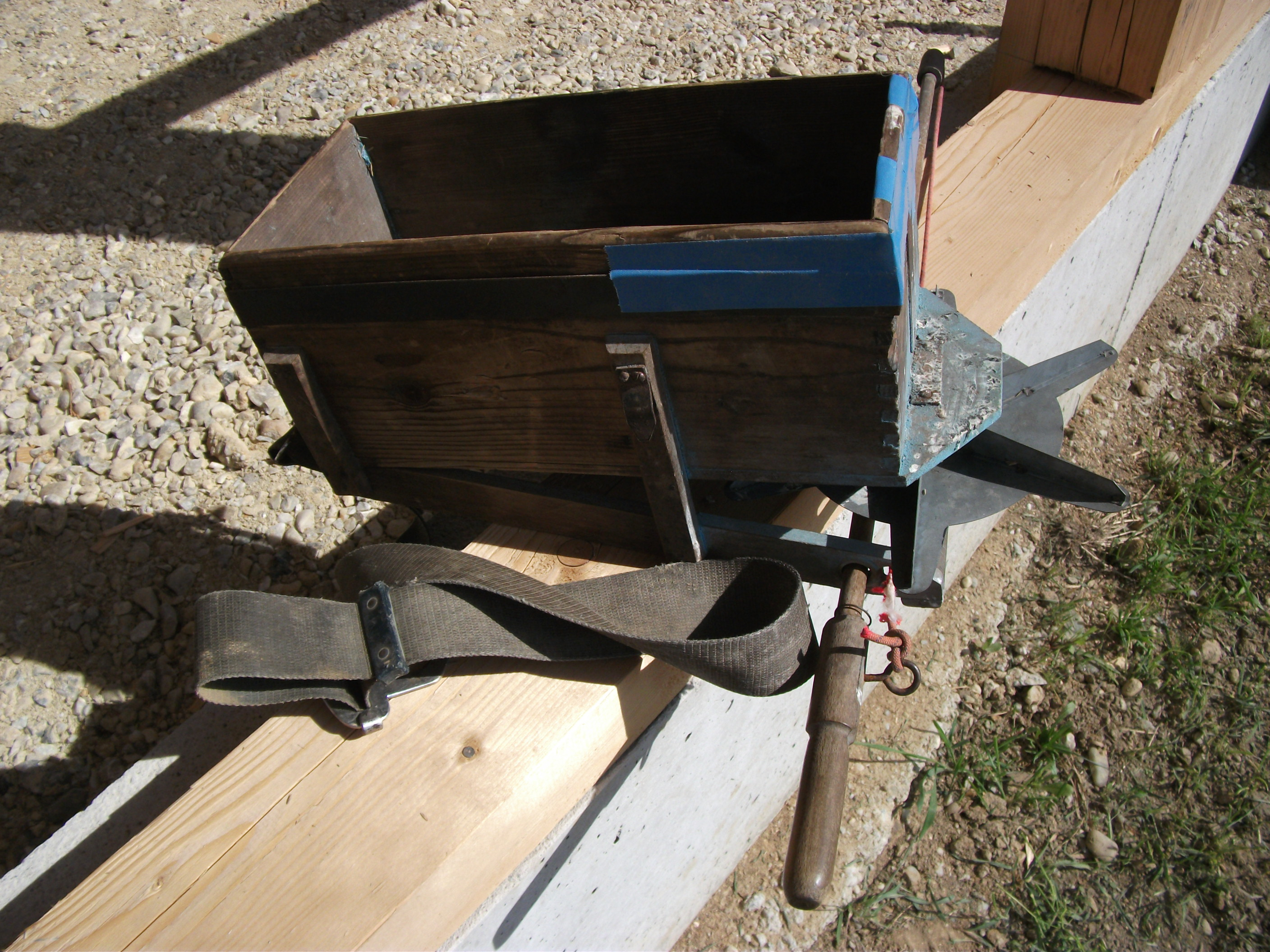
Zaaiviool, gebruikt voor het handmatig zaaien van fijne zaden.

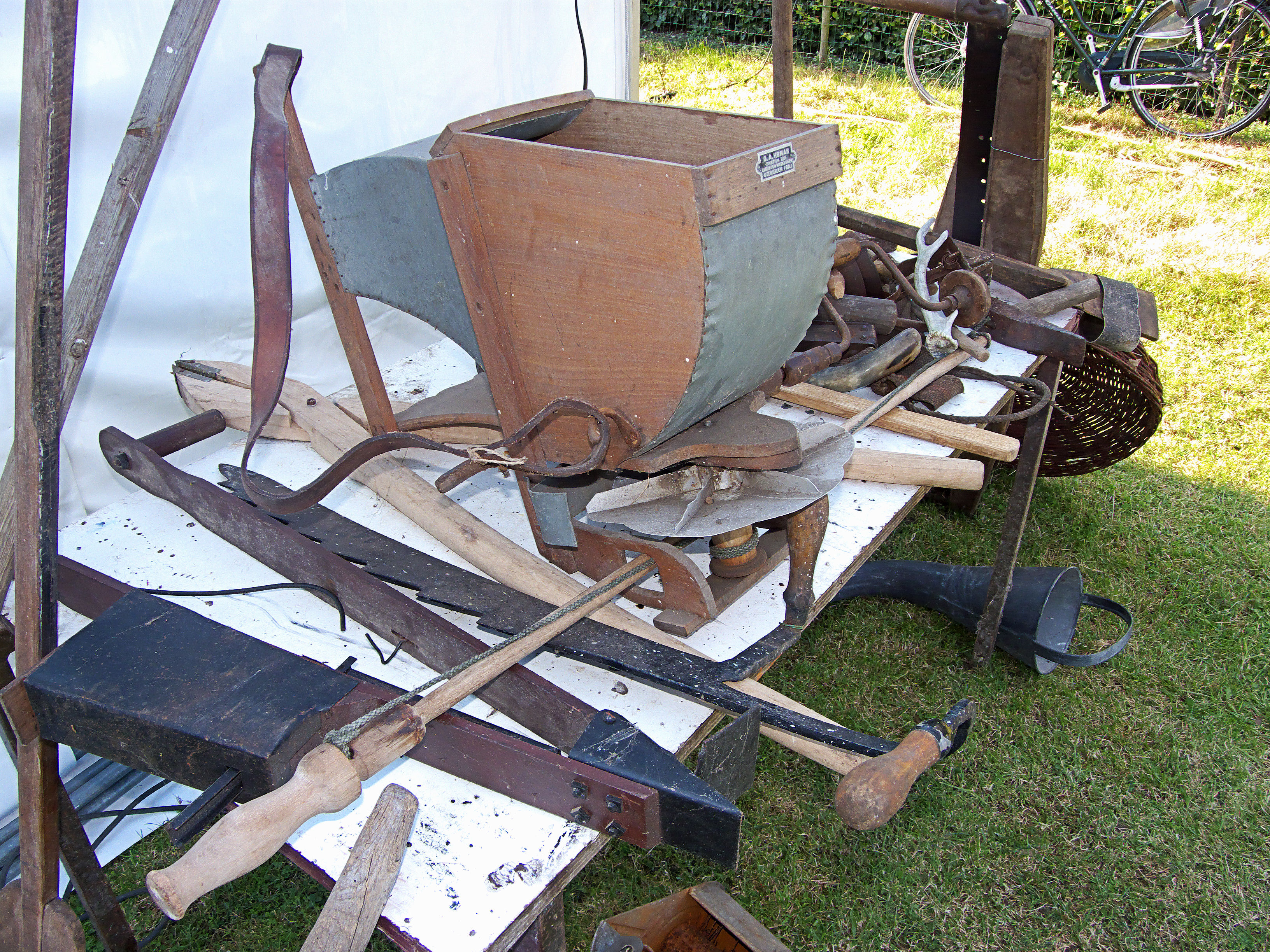
Zaaiviool omringd door ander gereedschap. Fabricaat: O.A. Homan, Uithuizen, Groningen

Een zaaiviool is een met de hand aangedreven landbouwwerktuig dat wordt gebruikt om zaaigoed of kunstmest gelijkmatig over bouwland te verspreiden. Sinds de opkomst van moderne zaaimachines is het apparaat vrijwel volledig in onbruik geraakt.

## Geschiedenis
De zaaiviool werd rond 1850 vanuit de Verenigde Staten in West-Europa geïntroduceerd. Zaaiviolen van het merk Aero werden in Kilmarnock gefabriceerd en waren in de jaren veertig nog gebruikelijk in het Verenigd Koninkrijk.
In Nederland werd de zaaiviool vooral veel gebruikt in het noorden en oosten van het land. Het voordeel ten opzichte van handmatig zaaien was dat het zaad gelijkmatiger werd verdeeld, waardoor er geen “gangen” in het gewas ontstonden. In België kwam de zaaiviool pas na de Eerste Wereldoorlog op, waarna hij al snel werd verdrongen door de zaaimachine.

## Bouw en werking
Het apparaat bestaat uit een houder met een inhoud van acht tot twaalf liter, waarin het te zaaien zaad wordt gedaan. Aan de onderzijde heeft de houder een met een schuifje instelbare opening waardoor het zaad op een horizontaal geplaatst schoepenrad valt. Dit schoepenrad wordt in beweging gebracht door een stok heen en weer te bewegen. De beweging van de stok wordt via een touw of riem overgebracht op de as van het rad, waardoor het rad draait en het zaad wordt weggeslingerd.
Zaaiviolen waren oorspronkelijk van hout gemaakt; latere exemplaren hadden een houder van zink. Ook houders van canvas kwamen voor. De zaaiviool werd doorgaans aan een schouderriem gedragen.
De naam is afgeleid van de beweging van de stok, die doet denken aan de beweging van een strijkstok op een viool.